# 谢泉
谢泉（1964年—），湖南邵阳人，汉族，中华人民共和国政治人物、第十二届全国人民代表大会贵州地区代表。
毕业于湖南大学材料科学与工程专业。加入中国民主促进会。2013年，担任全国人大代表。